# Глушко, Александр Васильевич
Александр Васильевич Глушко (26 февраля 1906, Харьков, Российская империя — 10 августа 1944, Миньский повят, Мазовецкое воеводство, Польша) — советский военачальник, полковник (1944).

## Биография
Родился 26 февраля 1906 года в городе Харьков. До службы в армии окончил в Харькове 3-классное приходское училище, в 1925 году — 6 классов семилетки и театральный техникум. Работал актером в 1-м государственном театре для детей, с 1926 года — экспедитором в редакции журнала «Новое искусство», с 1927 года — администратором-комендантом в 1-м передвижном Рабоче-Крестьянском театре.

### Военная служба

#### Межвоенные годы
15 ноября 1928 года был призван в РККА и направлен курсантом в школу санинструкторов РККА при Киевском военном госпитале. В декабре 1929 года завершил обучение и продолжил службу санинструктором в 1-м понтонном полку УВО в городе Киев. В октябре 1931 года был зачислен курсантом в Объединенную Киевскую военную школу. В ноябре 1934 года после выпуска Глушко назначается командиром взвода в 87-й саперный батальон в город Омск. В январе 1935 года переведен в 32-й отдельный инженерный батальон ОКДВА, где служил командиром электротехнического взвода и помощником начальника штаба батальона. С августа командовал взводом инженерного парка в 117-й отдельной саперной роте Приморской группы войск ОКДВА. С марта 1936 года был начальником боепитания и начальником штаба отдельного саперного батальона 105-й стрелковой дивизии Полтавского УРа Приморской группы войск ОКДВА. В августе 1938 года был переведен в ХВО помощника командира технической роты отдельного саперного батальона 7-го стрелкового корпуса в городе Днепропетровск. С ноября исполнял должность руководителя учебной группы курсов младших воентехников инженерных войск округа при складе НКО № 90 в городе Харьков. С 15 мая 1939 года — слушатель Военной академии РККА им. М. В. Фрунзе. Член ВКП(б) с 1940 года.

#### Великая Отечественная война
С началом войны 22 июля 1941 года капитан Глушко выпускается из академии и направляется в ОрВО начальником штаба 958-го стрелкового полка. С прибытием к новому месту службы был назначен начальником штаба 960-го стрелкового полка 299-й стрелковой дивизии. В конце августа дивизия вошла в состав 50-й армии Брянского фронта и вела оборонительные бои на реке Десна. С 4 сентября Глушко принял командование этим же полком. В начале октября в ходе Орловско-Брянской оборонительной операции части дивизии вели тяжелые бои под Белёвом, Волховом, на западном берегу реки Ока. В этой операции войска армии и фронта потерпели поражение и были окружены, 299-я стрелковая дивизия в составе армии пробивалась на тульском направлении. При выходе из кольца Глушко находился в авангарде, выделенном от полка. Однако все попытки прорваться на восток успеха не имели. В районе Подбужье — Семеновская его группа попала в засаду и понесла большие потери, после чего Глушко с остатками отходил в направлении Жиздры. Юго-западнее от города группа встретила партизан из отряда Пуклина. В дальнейшем они совместно отходили в направлении Белева и далее на Людиново, Сухиничи и Козельск. В ходе марша объединенный отряд использовал партизанские методы борьбы. В конце октября, после ряда успешных операций в тылу врага, по согласованию с Москвой по радио, Глушко назначается помощником командира этого партизанского отряда. В течение ноября — декабря была установлена связь с партизанскими отрядами Д. Н. Медведева, действовавшего южнее Жиздры — Людиново, с отрядом Беленького, сражавшимся в районе Бытош — Людиново, и на южном направлении с отрядом Барта. В результате их деятельности были уничтожены несколько полицейских, 1 тягач, взорван ж.-д. мост на линии Сухиничи — Брянск, 2 эшелона с танками и артиллерией, водокачка на ст. Судимир и т. д. Кроме того, сформированы и вооружены два партизанских отряда общей численностью более 60 человек, созданы и начали действовать на оккупированной территории 4 школы. 21 января 1942 года он получил приказ вывести группу Орджоникидзеградского батальона в район Ольшаница (южнее Людиново) в распоряжение командующего 10-й армией. Вывел отряд в 108 человек с оружием в район города Киров.
В начале марта 1942 года майор Глушко назначается командиром 1321-го стрелкового полка 415-й стрелковой дивизии 43-й армии Западного фронта. 23 марта был ранен и до 5 мая находился в госпитале. После выздоровления назначен начальником штаба 36-й отдельной стрелковой бригады в составе 5-й армии. С 28 июня исполнял должность начальника штаба 29-й гвардейской стрелковой дивизии, которая вела бои на подступах к Гжатску. В начале марта 1943 года переведен на ту же должность в 3-ю гвардейскую мотострелковую дивизию, а в июне был направлен на учебу в Высшую военную академию им. К. Е. Ворошилова. По окончании ее ускоренного курса в июне 1944 года командирован на 1-й Белорусский фронт, где с 4 июля допущен к командованию 185-й стрелковой дивизией. В составе 77-го стрелкового корпуса 47-й армии участвовал в Люблин-Брестской наступательной операции. В ходе преследования отходящего противника части дивизии прошли более 60 км и овладели городом Мендзыжец, при этом было уничтожено 876 солдат и офицеров противника, 35 пулеметов, 22 пушки, 3 танка, 41 автомашина, 7 раций; пленено 272 солдата и офицера, захвачено 2 танка, 2 пушки, 350 вагонов и 5 паровозов, 4 автомашины.
10 августа 1944 года при прорыве Варшавского укрепрайона командир 185-й стрелковой Панкратовской дивизии полковник Глушко был смертельно ранен и в тот же день скончался. Похоронен в городе Миньск-Мазовецки (Польша).
За время войны комдив Глушко был один раз персонально упомянут в благодарственном в приказе Верховного Главнокомандующего.

## Награды
- орден Отечественной войны I степени (02.09.1944)[4]

Приказы (благодарности) Верховного Главнокомандующего в которых отмечен А. В. Глушко.
- За овладение крепостью Прага — предместьем Варшавы и важным опорным пунктом обороны немцев на восточном берегу Вислы. 14 сентября 1944 года № 187.